# 타나토스 (프로게이머)
타나토스(본명: 박승규, 2004년 5월 1일 ~ )는 대한민국의 리그 오브 레전드 프로게이머로 아이디는 Thanatos이다. 포지션은 탑 라이너이며 현재 DWG KIA 소속이다.

## 선수 생활
2021시즌을 앞두고 DWG KIA의 2군팀에 콜업되면서 프로 커리어를 시작했다.

## 소속팀
| # | 팀명    | 소속 기간 | 소속 리그 | 비고 |
| - | ------- | --------- | --------- | ---- |
| 1 | DWG KIA | 2021.01~  | LCK       |      |

## 수상 내역
- 2021 LoL KeSPA컵 우승 (DWG KIA)
- 2021 LoL KeSPA컵 최우수 선수